# Eskrima

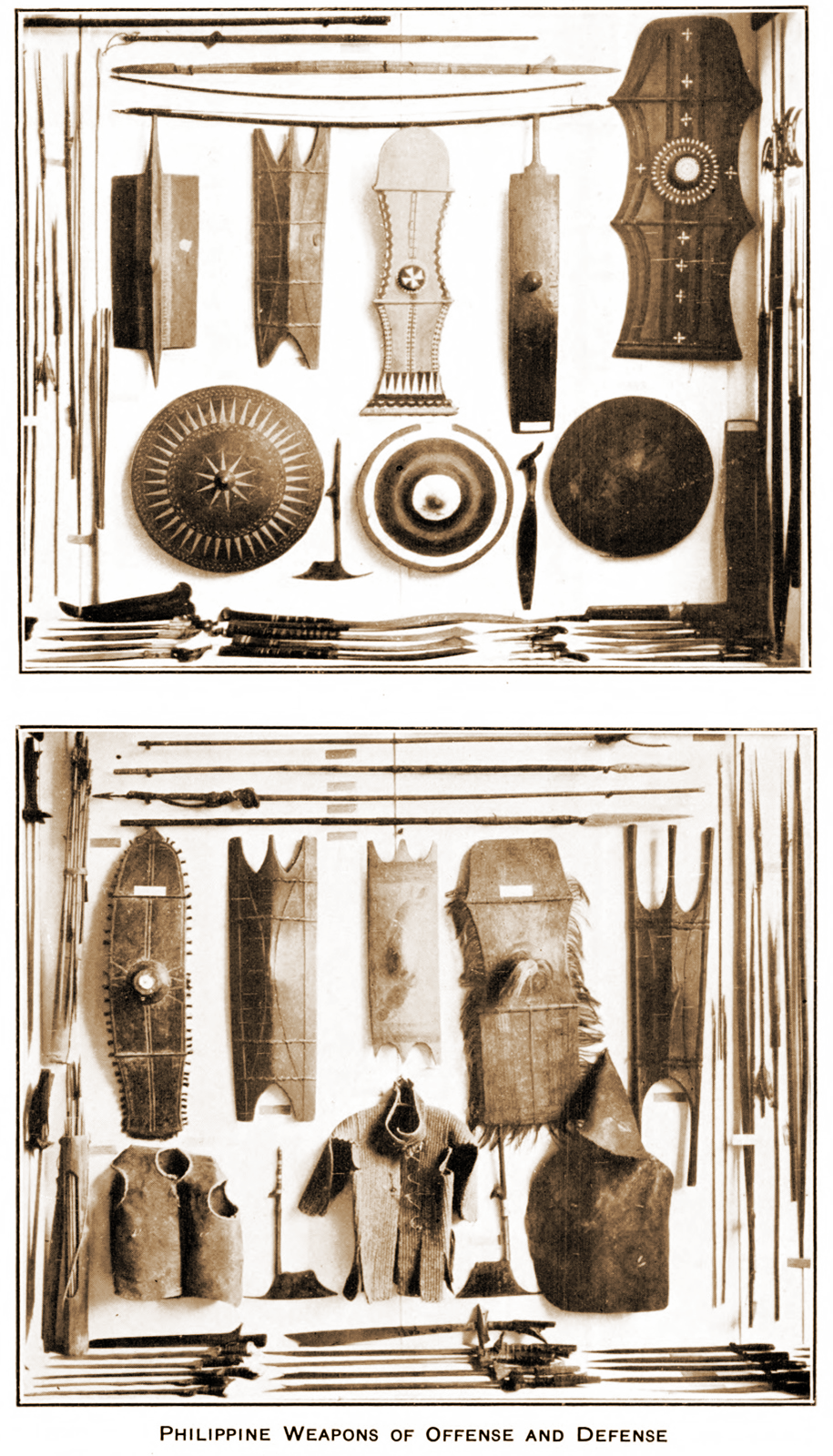
"Armas filipinas de ataque y defensa" - placa 1, Colección Krieger, Smithsonian Institution.

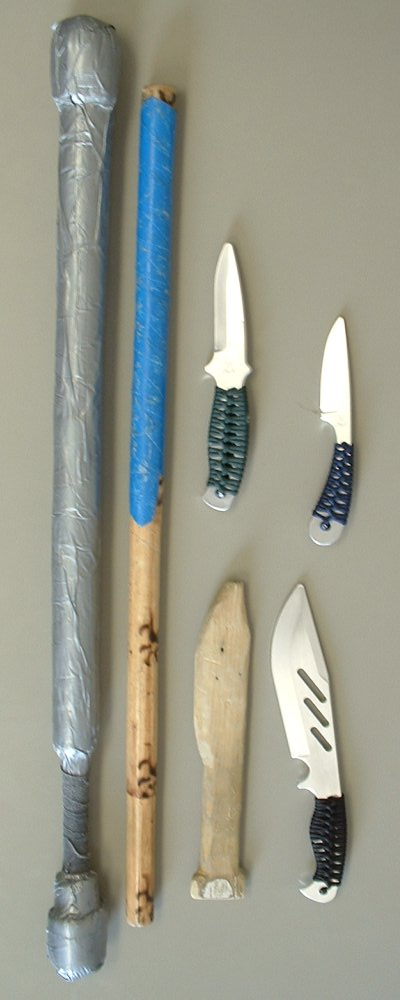
Algunas armas de práctica usadas en Eskrima.

La eskrima es un arte marcial filipino, influido a lo largo del tiempo por diversas disciplinas marciales orientales y occidentales, siendo la más reciente la esgrima española clásica, debido a la colonización española de Filipinas hasta 1898. También se le llama kali y arnis, dependiendo de la región de Filipinas donde se practique.
Aunque se basa fundamentalmente en el uso complejo de varias armas (principalmente bastones de madera de rattan de aproximadamente 70 cm de largo cuya longitud varía según usuario, y una pulgada de diámetro llamados "olisi"), y de diversos tipos de armas blancas (dagas/cuchillos/puñales), esta disciplina también incluye técnicas de combate a mano vacía conocidas como: "Mano Mano" / "boxeo filipino" / "Suntukan" / "Panantukan"/ "Pangamot"; incluyendo varias tipos de patadas o "Sikaran" / "Paninipa" / "Pananadiyak" / "Pananjakman" / "Sugmag patid". Y técnicas de lucha cuerpo a cuerpo como: agarres, lanzamientos, derribos, estrangulaciones y luxaciones articulares o "Dumog"/ "Hubud".
La eskrima no es un arte marcial homogéneo y estandarizado, sino que se subdivide en numerosos estilos o escuelas, siendo las más importantes escuelas debido a su tamaño y antigüedad, la escuela "Doce Pares" organizada en la ciudad de Cebú, en 1931, y la escuela Balintawak fundada en 1952 por Anciong Bacon. Uno de los estilos más conocidos en occidente es el estilo Inosanto, compuesto a su vez de los linajes de los maestros Lucky Lucaylucay, y Floro Villabrille, este ha sido difundido dentro de la disciplina del Jeet Kune Do, como parte de su apartado de armas.
Se calcula que en las varias islas que componen las Filipinas, hay aproximadamente 200.000 practicantes y competidores del arte. El nombre Eskrima proviene del vocablo español esgrima y a los practicantes de este estilo de lucha se los llama eskrimadores.

## Orígenes
El origen antiguo de la Eskrima/Kali/Arnis puede remontarse a las técnicas de lucha nativas durante los conflictos entre las diversas tribus o clanes prehispánicos filipinos, cuyo registro del arte era anecdótico. Sin embargo, la forma actual a pesar de tener una marcada influencia metodológica de la antigua esgrima española que se originó en España en el siglo XV, tiene orígenes más humildes como los puertos, el campo y los barrios pobres de las ciudades modernas. A lo largo del tiempo el arte también ha recibido la influencia de varias ideas provenientes de varios colonos, comerciantes y soldados que viajaban a través del archipiélago. Por ejemplo, se dice que: los malayos trajeron la influencia del arte del silat, los chinos sus artes marciales o kung fu / wu-shu, los árabes el uso del kris y la cimitarra, los hindúes el kalari, con los japoneses llegó el kendo, el judo, y el karate debido a su presencia en las islas durante la Segunda Guerra Mundial (1939-1945), y finalmente los estadounidenses en el siglo 20, en lo respectivo al boxeo occidental, y el uso de las armas de fuego. Inclusive, hoy día en las islas a la práctica de métodos de lucha preservados y derivados específicamente de los estilos chinos se les conoce como "kuntao".
También se ha teorizado que el arte filipino de la Eskrima puede tener sus raíces en la India, y que llegó a las Filipinas a través de las personas que viajaban a través de Indonesia y Malasia a las islas Filipinas. El Silambam es un antiguo arte marcial hindú basado en el manejo de bastones que ha influenciado muchas artes marciales en Asia como el Silat. Como tal, La Escrima / Arnis podría compartir ascendencia con este sistema y otros.
Cuando los españoles llegaron por primera vez a las Filipinas, observaron y se sorprendieron con las armas propias de las artes marciales practicadas por los nativos; armas que aún están relacionadas con la Eskrima actual. Los primeros registros escritos de la cultura y la vida filipina, incluyendo las artes marciales, provienen de los primeros exploradores españoles, se dice que durante algunas expediciones las tribus nativas pelearon armados con palos y cuchillos. En 1521, el renombrado explorador portugués Fernando de Magallanes, quien dirigió la expedición española murió en Cebú en la batalla de Mactan, derrotado por las fuerzas del jefe guerrero Lapulapu, el líder de Mactan. Algunos Eskrimadores/Arnisadores sostienen que los hombres de Lapu lapu mataron a Magallanes en medio de la lucha, a pesar de la evidencia histórica demuestra lo contrario. La única versión de su muerte proviene de un testigo de la batalla, el cronista Antonio Pigafetta, quien afirmó que: Magallanes fue apuñalado en la cara y en el brazo con lanzas, y abrumado por varios guerreros, quienes le tajaron y apuñalaron:
"Los nativos continuaron persiguiéndonos, y recogiendo las mismas lanzas cuatro o seis veces, las arrojaron a nosotros una y otra vez. Reconociendo el capitán, por lo que muchos se apoyarán en Él. Le tocaron el casco dos veces, pero siempre se mantuvo firme como buen caballero, junto con algunos otros. Por lo tanto luchamos durante más de una hora, y el capitán se negó a retirarse más lejos. Un indio arrojó una lanza de bambú en la cara del capitán, pero éste inmediatamente lo mató con su lanza, que dejó en el cuerpo del indio. Entonces, tratando de poner la mano en la espada, dado que aún podía sacarla, pero a mitad de camino, ya que él había sido herido en el brazo con una lanza de bambú. Los nativos, cuando vieron esto, se lanzaron sobre él. Uno de ellos lo hirió en la pierna izquierda con un gran machete, que se asemejaba a una cimitarra. Eso hizo que el capitán cayera boca abajo, cuando inmediatamente se lanzaron sobre él con lanzas de hierro y bambú y con sus espadas, hasta que mataron a nuestro espejo, nuestra luz, nuestro consuelo y nuestro verdadero guía. Durante la lucha Él se volvió muchas veces para ver si estábamos todos en los barcos. Entonces nosotros creyéndole muerto, heridos, le retiramos. lo mejor que pudimos, a los barcos, que ya estaban retirándose".
Las opiniones difieren en el grado, en el que el dominio español en las Filipinas afectó el desarrollo de la Eskrima. El hecho de que un gran número de técnicas, tácticas y los nombres de las artes mismas Arnis/Eskrima tienen nombres españoles que sugieren una influencia. Algunos sostienen sin embargo que los nombres españoles en el arte marcial simplemente reflejan el hecho de que el español era la lengua franca de las Filipinas hasta principios del siglo XX, y que la influencia real de la esgrima española fue limitada.
Lo que es seguro es que los españoles trajeron con ellos y usaron sus propias artes con armas (incluyendo el sistema de Destreza desarrollado por Carranza) cuando empezaron a colonizar el archipiélago en el siglo XVI. Lo que también se sabe, es que los españoles reclutaron mercenarios y soldados de la población local como los pangasinenses, Kapampangans, tagalos, Ilonggos, cebuanos y Warays, quienes usaron el arte para pacificar las regiones y poner fin a las revueltas de los Kapampangans, El historiador Fray Casimiro Díaz se refiere a esto en 1718:
"Los primeros que se decidieron a probar fortuna fueron los pampangos, la nación más belicosa y noble de estas islas, y cercana á Manila. Y era la mejor al hallarse ejercitada en el arte militar en nuestras escuelas en los presidios de Ternate, Zamboanga, Joló, Caraga y otras partes, donde se conoció bien su valor; pero ellos necesitaron del abrigo del nuestro (nuestra protección), y así decían que un español y tres pampangos, valían por cuatro españoles".
Estos soldados y mercenarios nativos se hicieron amigos muy cercanos, incluso siendo considerados como miembros de sus propias familias, que adiestrados en estas nuevas habilidades, aumentaron el potencial metodológico de las artes nativas ya existentes y eficaces. Ellos también habrían compartido tácticas y técnicas entre sí, al haber sido colocados en el mismo grupo militar y al luchar del mismo lado en las regiones exteriores de las islas, tales como Formosa, Mindanao, las Molucas, y las Marianas.
Una de las características más prominentes de la Eskrima /Arnis que apuntan a una posible influencia española son las técnicas del método "Espada y Daga" (Español de espada y daga), un término también utilizado en la esgrima española. La "Espada y Daga" filipina difiere un poco de las técnicas de daga y espada europeas; las posturas son diferentes, siendo más cortas que las usadas con las espadas europeas. De acuerdo con el Gran Maestro Federico Lazo (1938-2010), al contrario que en la esgrima histórica europea, no hay trabajo de lances / estocadas de punta en el estilo del Norte, o ilocano Kabaroan de Arnis, siendo un arte más evasiva. Por otro lado, este gesto en sí está presente en algunos estilos Visayan documentados por investigadores de las artes como Celestino Macachor y Ned Nepangue, denominándolo Estocada de Sable de la ciudad de Bago. Al realizar estudios comparativos, el recopilador del estilo Kalis Ilustrísimo Romeo Macapagal estima que el 40 % de las técnicas de hoja del estilo orientado por el maestro Antonio "Tatang" Ilustrísimo (1904-1997) descienden de los estilos europeos, traídos por los españoles.
Después de que los españoles colonizaron las Filipinas, se estableció un decreto que prohibía a los civiles el llevar espadas de tamaño completo (como el Kris y el kampilan). A pesar de esto, los practicantes encontraron maneras de mantener vivas las artes, usando palos y bastones, en lugar de espadas, así como pequeños cuchillos que ejercían como espadas. Algunas de las artes han sido transmitidas de una generación a la otra. A veces, el arte se ocultó en las coreografías de varios bailes folclóricos como el baile con bastones o "Sakuting". O durante las batallas simuladas o Moro-Moro (entre Moros y Cristianos), y obras de teatro. Asimismo, como resultado, una técnica única y compleja con base en el bastón evolucionó en las regiones de Visayas y Luzón. El sur de Mindanao de mayoría musulmana conserva casi exclusivamente técnicas orientadas a la hoja, ya que ni los españoles, ni los norteamericanos ya en el siglo XX, conquistaron totalmente la parte sur de esta isla.
Aunque la Escrima/Arnis combina técnicas de lucha nativas con la terminología de la esgrima antigua española y otras influencias, se logró un grado de sistematización con el tiempo, dando lugar a un arte marcial filipino distinguible. Con el tiempo, el sistema para la enseñanza de los conceptos básicos también ha evolucionado. Sin embargo, con la excepción de unos pocos de los sistemas mayores y más establecidos, lo que era anteriormente común era el transmitir el arte de generación en generación de manera informal. Esto ha hecho que los intentos para rastrear el linaje de un practicante nativo sea algo muy difícil. Por ejemplo, aparte de aprender el arte de parte su familia con Regino Ilustrísimo, el maestro Antonio Ilustrísimo parecía haber aprendido a luchar mientras navegaba alrededor de las Filipinas, mientras que su primo y el también maestro Floro Villabrille afirmaba haber sido también instruido por una princesa mora ciega en las montañas; una afirmación que fue más adelante refutada por los descendientes de la familia Ilustrísimo.

## Historia moderna
Las Filipinas tienen lo que se conoce como una cultura de las armas blancas. A diferencia de Occidente, donde las artes de combate y defensa personal con armas de hoja medievales y renacentistas han ido casi extinguidas, convirtiéndose en la esgrima deportiva debido a la preferencia por las armas de fuego. la lucha con cuchillo se mantiene en las Filipinas como un arte y tradición viva. Las gentes de las Filipinas son mucho más propensos a portar cuchillos que pistolas (a diferencia de los estadounidenses, por ejemplo). Varios tipos de cuchillos e instrumentos con hoja se usan comúnmente como herramientas por los agricultores, o son utilizados por los vendedores ambulantes para preparar cocos, piñas, sandías, otras frutas y carnes, siendo las navajas baratas de adquirir en las calles, además de ser fáciles de ocultar. De hecho, en algunas áreas del campo, los nativos aún portan un machete para las labores del campo conocido como "bolo".
Revolución Filipina
Contrariamente a la opinión de algunos historiadores modernos según los cuales fueron las armas de fuego, las que permitieron que ganaran los revolucionarios filipinos contra los españoles, las armas de corte también jugaron un papel importante.
Durante el 1898 Batalla de Manila, un informe del periódico estadounidense, The Cincinnati Enquirer fue:
... El nativo de Filipinas, al igual que todas las razas malayo afines, no combate a manos vacías por regla general, excepto en a distancia, cortando con un gran cuchillo pesado. El arma se llama machete, o bolo, o kampilan, o parranda. El plan de acción es el mismo - se precipitan en forma inesperada y se acercan rápidamente, sin el más mínimo intento de auto-preservación.
Y acerca del armamento occidental, frente a las armas nativas:
La recarga del fusil Mauser, es también un error. Este tiene una caja de cinco cartuchos, los cuales tienen que ser todos usados antes que otros nuevos se pueden insertar. Es decir, que si un soldado tiene la ocasión de disparar tres cartuchos debe seguir y perder los otros dos, o bien quedar a merced de un posible ataque con sólo dos tiros en su rifle. Tal vez sea culpa de los hombres, o la falta de entrenamiento, pero suelen ser acuchillados por los nativos mientras vuelven a cargar sus fusiles. Cualquiera que sea la explicación, que hay algo muy malo en que soldados armados con fusiles y bayonetas sean ahuyentados constantemente por los nativos armados solamente con cuchillos. Los insurgentes tienen algunas armas de fuego, pero la mayor parte de los soldados españoles heridos, que hemos visto en las calles tienen heridas de arma blanca.
Guerra Filipino-Americana
Los estadounidenses fueron los primeros extranjeros expuestos a la Eskrima / Arnis / Kali durante la Guerra Filipino-Americana en eventos como la matanza Balangiga donde la mayor parte de una compañía americana murió, o fueron gravemente heridos por las guerrillas mediante el manejo del machete o bolo en Balangiga, Eastern Samar y en varias batallas en Mindanao, donde un soldado estadounidense fue decapitado por un guerrero Moro, incluso después de descargar su revólver Colt calibre.38 largo revólver Colt en su oponente. Este y eventos similares llevaron a la solicitud y el desarrollo en el ejército estadounidense de la pistola Colt M1911 y el cartucho de calibre.45 ACP por el Coronel John T. Thompson, Louis La Garde y John Browning que tenía más potencia de frenado, ante los insurgentes.
Segunda Guerra Mundial (1939-1945)
Durante la Segunda Guerra Mundial, muchos filipinos combatieron la invasión japonesa "mano a mano", es decir como guerrilleros o como unidades militares bajo las fuerzas norteamericanas (USAFFE) como el Batallón Bolo (ahora conocido como la División Tabak).
Algunos de los grandes maestros de Eskrima, de quienes se sabe usaron sus habilidades en la Segunda Guerra Mundial (1939-1945), siendo en su mayoría zapadores (soldados que pertenecían a unidades encargadas de abrir trincheras, y abrirse camino entre las líneas enemigas). Además de tener numerosos duelos con otros eskrimadores, fueron: Antonio Ilustrísimo, Leo Guiron, Teodoro "Doring" Saavedra, los hermanos Eulogio y Cacoy Cañete, Timoteo "Timor "Maranga, Jesús Bayas y Balbino Tortal Bonganciso.
Difusión de la Eskrima y el Arnis deportivos (1960-2000´s)

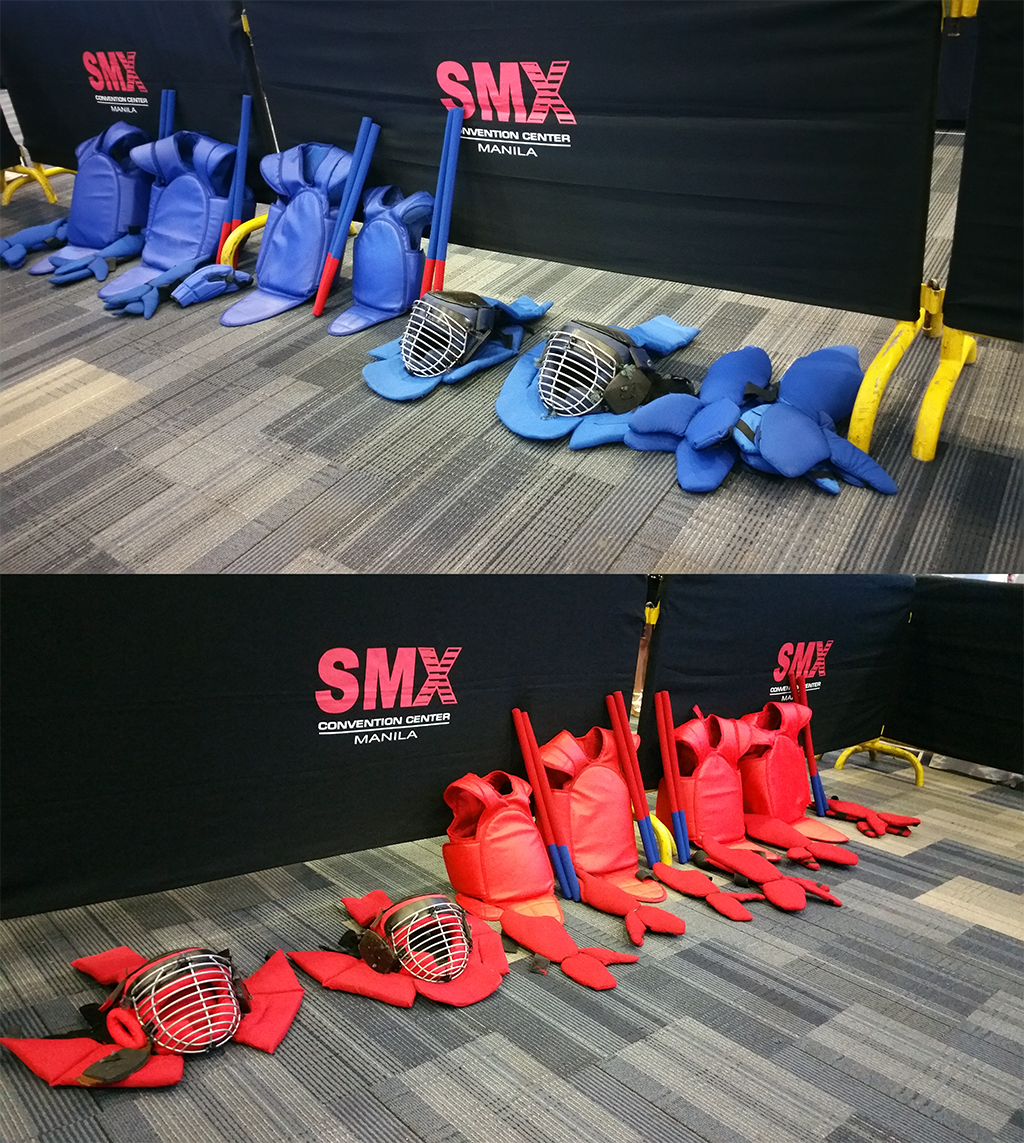
Equipo de seguridad usado en los torneos de "Arnis Moderno" con chalecos de protección, bastones de competencia, cascos, y guantes.

Las artes marciales filipinas o (FMA en inglés) no tenían sistemas de grado por cinturones de colores, o de clasificación tradicionales, ya que se les transmitió y enseñó por mucho tiempo de manera informal. Se decía que el darse a conocer como estudiante de un "maestro" se consideraba ridículo y una orden de virtual de ejecución virtual, ya que se colocaría en la mira de duelos letales o "Juego Todo", de parte de otros Eskrimadores que también buscaran hacerse un nombre por sí mismos. La clasificación por grados de cinturones fue una adición reciente adoptado de las artes marciales japonesas modernas, como el Karate-Do y el Judo, cuya práctica durante la Segunda Guerra Mundial se hizo popular entre los filipinos. Incluso varios maestros de Eskrima se entrenaron en estas artes, y tomaron parte de su metodología para dar una estructura metodológica a los sistemas propios, llegando a ser capaces de competir de forma deportiva con sus futuros estudiantes.
En cuanto a su difusión fuera de las Filipinas, el Arnis fue llevado a los EE. UU. en los estados de Hawái y California en la década de 1920 por los trabajadores inmigrantes filipinos. Su enseñanza se mantuvo estrictamente dentro de las comunidades filipinas hasta finales de 1960, cuando maestros como Ángel Cabales comenzaron a enseñar a otros. Incluso entonces, los instructores que enseñaban Arnis en la década de 1960 y 70 fueron a menudo amonestados por sus mayores por enseñar al público una parte íntima de su cultura que se había conservado a través del secreto.
En los últimos años, ha habido un mayor interés en la Eskrima/ Arnis / Kali por su utilidad en la defensa personal contra los cuchillos y otros escenarios propios de la calle. Como resultado, muchos sistemas de Eskrima han sido modificados en mayor o menor grado para que sean más comerciales, y asequibles a una audiencia no filipina. Por lo general, esto implica un mayor énfasis en el uso de los bastones antes que en la enseñanza de las armas de corte, los bloqueos, los controles, y los desarmes, centrándose principalmente en los aspectos de la defensa personal. Sin embargo, la mayoría de los estilos siguen la filosofía de que la mejor defensa es un buen ataque. Los métodos de formación modernos tienden a restar importancia al detallado juego de pies y a las posiciones bajas, haciendo hincapié en el aprendizaje de numerosas técnicas, en lugar de posicionamientos tácticos más directos (y, a menudo letales) diseñados para poner fin a un encuentro al instante, como de antaño.
En Filipinas, la propagación fue más significativa debido a los esfuerzos de los maestros "Richard" Gialogo y Aniano "Jon" Lota, Jr. a través del Departamento de Educación (Departamento de Educación), el Grupo de Trabajo sobre Deporte Escolar (TFSS). En 1969, el Arnis se introdujo por primera vez a algunos maestros de educación física provenientes de escuelas públicas y privadas, cuando el Sr. A. Remy Presas enseñó a su estilo personal de Arnis que calificó de "Arnis Moderno". Fue cuando él le enseñó a su propio estilo a los estudiantes de la Escuela Nacional de Educación física (NCPE) cuando se le dio la oportunidad de enseñar allí. El estilo "Arnis Moderno", de Remy Presas, no es sinónimo con el concepto de Arnis moderno o contemporáneo, donde se ha convertido en un deporte de combate con armas moderno, patrocinado y difundido por el Departamento de Educación, aunque hay algunas similitudes, ya que "la Eskrima es una sola". No había un programa formal para Arnis desde 1970 a 1980. Aunque algunas escuelas no afiliadas al sistema de educación enseñan aún el arte del Arnis, esto no está prohibido.
El registro histórico más antiguo de la difusión de la Eskrima fue el Oficio N.º 294 del Departamento de Educación, Cultura y Deportes  (DECS) de la serie de 1995, que implicó el desarrollo del programa Arnis Fase I. Este programa fue un esfuerzo conjunto y la oficina del entonces senador Orlando "Orly" Mercado que otorgó un presupuesto nacional para la implementación de un programa nacional de Arnis. A la oficina del senador Mercado se le dio la autoridad para designar a los instructores de Arnis para dicho programa.
El siguiente evento fue el desarrollo del Programa de Arnis Fase II. Este, sólo fue una continuación de la Fase I según el Oficio N.º 302 serie de 1997, emitido por el DECS. El grupo que llevó a cabo los seminarios de capacitación, fue conocido como la Asociación Internacional de Arnis (AAI), los instructores designados por el senador Arnis Mercado, fueron llamados informalmente los "chicos Mercado". Ellos fueron el Sr. V. Jeremias Dela Cruz, Rodel Dagooc y otros que eran estudiantes directos del Sr. Remy Presas del estilo "Arnis moderno". Hubo dos seminarios realizados: del 6 al 11 de octubre de 1997 en la ciudad de Baguio, y del 10 al 15 de noviembre de 1997, en la ciudad de General Santos. El Módulo de Desarrollo Arnis sin embargo, no fue popular. Fue también durante este tiempo cuando el primer vídeo de instrucción Arnis fue desarrollado por la Oficina de Educación Física y Deporte Escolar (BPESS) titulado "Dinámica Arnis". Este vídeo contó con la colaboración de los Hermanos Gialogo: Richardson y Ryan Gialogo, estudiantes directos de Jeremias V. Dela Cruz.
Sin embargo, el programa nacional de Arnis del senador Orly Mercado y el DECS murió de muerte natural. Fue sólo después de nueve años que el Arnis encontró su camino de vuelta al control del Departamento de Educación (DECS). El 5 de febrero de 2004, el Grupo de Trabajo sobre Deporte Escolar (TFSS) del Departamento de Educación, la nueva agencia después de la extinta BPESS, se reunió con la Asociación Nacional de Deportes (NSA) para discutir la enseñanza del Arnis en una audiencia en el Senado. El Jefe de la TFSS y Coordinador Nacional fue el Sr. Feliciano N. Toledo II, considerado como el "Padre de Arnis" por el Departamento de Educación se reunió con los altos funcionarios de la NSA en ese momento; Sin embargo, no pasó nada, y el programa se detuvo.
Fue sólo en 2006 cuando el Grupo de Trabajo sobre deportes de la escuela tuvo un nuevo programa para la promoción del Arnis. El "Servicio Nacional de Capacitación de capacitadores en Arnis y Danza Deportes", patrocinado por el Grupo de Trabajo sobre Deporte Escolar del Departamento de Educación, se reunió en el campo de entrenamiento del Maestro, Baguio City del 13 al 17 de marzo de 2006 y fue supervisada por dos de las figuras más respetadas de en la comunidad de la Eskrima; el Sr. Aniano Lota, Jr. y el Sr. Richardson Gialogo, entonces secretario general y vicepresidente, respectivamente, de la Asociación Nacional de Deportes para el Arnis. Y este fue el comienzo de la difusión del Arnis moderno, y contemporáneo que se enseñan en el Departamento de Educación.

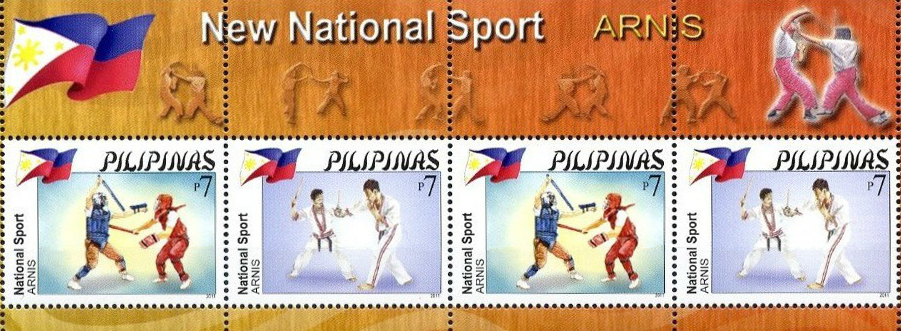
Estampillas del año 2011 declarando al Arnis como deporte nacional de Filipinas.

En sólo dos meses, el Arnis se convirtió en parte de los Palarong Pambansa (o Juegos Nacionales) como un deporte de exhibición. El Palarong Pambansa 2006 se llevó a cabo en la ciudad de Naga, en la región de Bicol Region con una participación de nueve de las diecisiete regiones de Filipinas. Los primeros seminarios nacionales, regionales y provinciales del Arnis deportivo fueron realizados por el grupo formado por el señor Aniano Lota, Jr. y el Sr. Richardson Gialogo en 2006-2007, en coordinación con el Coordinador Nacional del TFSS, el Sr. Feliciano "Len" Toledo, y con la ayuda financiera y apoyo logístico del Departamento de Educación. En 2007, el Arnis deportivo ya era un deporte aceptado en los Palarong Pambansa con la participación de todas los diecisiete regiones. La Eskrima o Arnis deportivo cuenta con cinco divisiones de peso en la categoría de contacto total, y con cuatro categorías en la categoría de Anyo (Formas). Esto se llevó a cabo en la ciudad de Coronadal en la provincia de Mindanao.
Los seminarios de Arnis deportivo fueron continuados a nivel nacional, regional y provincial. Todos ellos fueron conducidos por el grupo formado por el señor Aniano Lota, Jr. y el Sr. Richardson Gialogo, ahora ambos son consultores para Arnis deportivo y Profesores oficiales de la Escuela de Deportes del Departamento de Educación. En 2008, el Arnis deportivo se integró a los juegos nacionales o Palarong Pambansa y otra vez, con participantes de todas los diecisiete regiones. Se desarrollaron nueve eventos. Esto se llevó a cabo en la ciudad de Puerto Princesa, en la provincia de Palawan.
Aparte de los seminarios de Arbitraje y de acreditación, y los seminarios para entrenadores, y los seminarios de formación de habilidades continuado en los niveles nacional, regional y provincial. También fueron recibidos peticiones de ciudades e incluso de parte de distritos menores. La "evangelización" del Arnis deportivo continuó y ambos; Gialogo y Lota tuvieron cuidado de no enseñar a sus estilos personales. Ambos enseñan un disciplina "genérica" centrada en el reglamento deportivo promulgado por el Departamento de Educación.
En 2009, las niñas de secundaria fueron finalmente incluidas en los juegos nacionales o Palarong Pambansa y otra vez, todas las diecisiete regiones participaron. A partir de los cinco equipos originales miembros, el número se duplicó con la inclusión de las niñas. El cuadro de medallas también se duplicó de nueve a dieciocho categorías. En el año 2009 los juegos Palarong Pambansa se llevaron a cabo en las ciudades de Tacloban y Leyte, en las Visayas.
En 2009, el "taller de redacción de la revisión del examen de aptitud física y el desarrollo del aprendizaje Las competencias en Arnis y tiro con arco" se llevó a cabo en la ciudad de Baguio, del 5 al 8 de octubre de 2009. La Fase I del Plan Nacional de Estudios de Arnis estaba terminada, y los escritores del plan de estudios fueron el Sr. Richardson y el Sr. Gialogo Aniano Lota, Jr.
El 2010, los juegos Palarong Pambansa se celebraron en Tarlac, en la provincia de Luzón. Una vez más, los niños y las niñas de secundaria compitieron en 18 categorías. Fue aquí que el Departamento de Educación en Arnis, o Asociación Filipinas o DEAAP tuvo sus primeras elecciones nacionales.
En el 2011, los juegos Palarong Pambansa incluyeron a los estudiantes de primaria con el fin de formar a los competidores del futuro.

## Los duelos
Una de las prácticas más importantes en la Eskrima / Arnis / Kali clásicos fueron los duelos a pleno contacto sin ningún tipo de protección. Los encuentros eran precedidos por las tradicionales peleas de gallos y se podrían celebrar en cualquier espacio abierto, a veces en un recinto especialmente construido. Los Eskrimadores / Arnisadores creen que esta tradición es anterior a la época colonial española, y que apunta a prácticas similares de encuentros de artes marciales en Indochina continental como evidencia. Los registros españoles dicen que tales áreas de duelo, eran cercanas a los sitios donde las peleas de gallos se llevaban a cabo. Los fundadores de la mayor parte de los sistemas de Eskrima de hoy día fueron duelistas y famosas leyendas circulan aún sobre cuántos oponentes mataron. En las zonas rurales de las Filipinas hoy, los modernos encuentros de Arnis siguen siendo tratados como en las épocas de los duelos. En las ciudades más grandes, se realizan representaciones de duelos, a veces estas representaciones se llevan a cabo en los parques cercanos a las escuelas de formación en Arnis deportivo locales. Estas manifestaciones no son coreografiadas de antemano, pero tampoco lo son las pocas competiciones a pleno contacto, sin protección, que aún ocurren entre representantes de las escuelas más tradicionales.
En la actualidad, los duelos públicos con cuchillos o machetes son considerados ilegales en las Filipinas debido a la posibilidad de posibles lesiones o incluso la muerte. Los duelos y torneos con palos en público y una protección mínima siguen ocurriendo durante las fiestas de barrio en algunas ciudades, como en Paete en la provincia de Laguna. Y en varios poblados durante las peleas de gallos, las cuales forman parte de la cultura local.

## Características y descripción
Metodológicamente, y a diferencia de la mayoría de artes marciales tradicionales provenientes de oriente, donde se da una especialización temprana en el uso de las técnicas a mano vacía con las manos, los puños, patadas, luxaciones, o lanzamientos; para abordar mucho después el uso de las armas tradicionales. En Eskrima/ Kali / Arnis se inicia por las técnicas con armas tradicionales. Sea con bastones, puñales, dagas, machetes, hachas, u otras. Cuyos principios, son aplicables al combate a manos vacías, dentro de la práctica avanzada del arte.
La filosofía de las artes marciales filipinas es simple; 'el todo es más grande que la suma de sus partes'. Colocando a los fundamentos y principios por encima de las diferentes técnicas, tácticas (desplazamientos), e inclusive del acondicionamiento físico. Por ejemplo: una técnica de golpe, estocada o corte. O bien una táctica no funcionan por sí mismas, si no están combinadas con los conceptos de angulación, conexión, sensibilidad, equilibrio, potencia, rapidez, enfoque, timing/ sincronización y actitud. Gracias a la combinación de estos elementos, el resultado es mucho más eficaz de lo que sería normalmente la suma de las partes. Por esta razón, las técnicas y tácticas practicadas en el eskrima solo son herramientas para comprender, aceptar y desarrollar varios fundamentos. El número de técnicas diferentes aprendidas por un individuo no aumenta su nivel de competencia de este sistema, al contrario de otras artes marciales modernas de naturaleza híbrida donde se busca acumular muchas técnicas, inclusive copiándolas de otros estilos. Las técnicas solo son movimientos hasta que están combinadas con los conceptos intrínsecos de la lucha; sea con armas, o cuerpo a cuerpo.
El Eskrima, dentro de la variante enseñada por las organizaciones del estilo de kung fu, wing chun/ Tsun o derivadas del sistema Latosa, consiste en cinco movimientos, no bloqueos ni movimientos ofensivos/ defensivos, sólo movimientos. Estos movimientos entran en la definición de bloqueos, pero realmente se convierten en golpes de interferencia. La idea es comprender los movimientos, para después relacionarlo con cada concepto estudiado en eskrima. Con sólo cinco movimientos la aproximación es simple, sin embargo la variedad es infinita.
Al principio, también para el sistema Latosa y derivados, se aprende con un palo corto, de aproximadamente 55 cm. Este tamaño corresponde al de un machete, arma usual en las Filipinas. Pero el sistema se adapta a todas las armas blancas (palo largo, cuchillo, doble palo, etc.), incluso se practica con manos libres. Bill Newman, maestro de eskrima Latosa, ha integrado en el estilo las armas medievales. Pero el eskrima es ante todo un estilo muy realista, completamente adaptable a las armas blancas actuales, que pueden llegar a ser, por ejemplo, un simple bolígrafo.
Según Sifu Javier Gutiérrez (alumno directo de Bill Newman), la eskrima Latosa no es un estilo, sino un sistema de entrenamiento cuyo objetivo es que cada practicante consiga alcanzar el máximo grado de eficacia. Como la práctica exige vigilancia con el fin de que nadie se lesione, los practicantes están en un estado de alerta, en una condición mental que se aproxima a una situación de autodefensa. También deberían dominar su temor al choque. Todos estos factores, propios al desarrollo del espíritu de las artes marciales, hacen del eskrima Latosa un complementario excelente del estilo chino especializado en la corta distancia llamado Wing Tsun, aunque es importante notar que las artes marciales filipinas tienen su propia identidad, su propio carácter y no necesitan de ningún tipo de relación vinculante con otros estilos.
Algunos maestros reconocidos de eskrima han sido Antonio Ilustrísimo, Angel Cabales, Anciong Bacong, Filemón Cañete, Ciriaco Cañete, Dionisio Cañete, Floro Villabrille y su sucesor, Ben Largusa, y el alumno del famoso actor y artista marcial Bruce Lee, el filipino Dan Inosanto,Mon Aguasito Kiathson.
El término escrima con "c" es utilizado únicamente por los practicantes de las diferentes organizaciones de Wing Tsun y sus variantes, siendo un término no usado en Filipinas, donde se usa la "K" para designar a la eskrima.

## Artes marciales modernas derivadas
- Eskrido. Estilo desarrollado en Filipinas por el maestro Ciriaco "Cacoy" Cañete (1919-2016) en 1951, Cacoy fue un miembro fundador del famoso grupo "12 pares" después de la Segunda Guerra Mundial (1939-1945) y quien adicionó varias técnicas provenientes de los sistemas del judo / jujutsu, del Aikido, y del karate provenientes del Japón, a la Escrima con el fin de complementar el manejo de las diferentes armas; con un mayor número de luxaciones articulares, lanzamientos, derribos, estrangulaciones, varios golpes, y conceptos de la lucha en el suelo.
- Jeet Kune Do. Arte marcial ecléctico, que usa los principios / conceptos de la eskrima para su apartado de manejo de armas tradicionales.
- Sayoc Kali Variante norteamericana de la eskrima que se especializa en la lucha cuerpo a cuerpo con cuchillos y navajas, creada para el ejército de ese país.

## La Eskrima en el cine
Los filmes de mayor realismo y difusión representativo del arte de la Eskrima / Arnis / Kali, recientemente han sido:
1. La Cacería (The Hunted), del año 2003 protagonizada por los actores Benicio del Toro y Tommy Lee Jones.
2. La saga de películas de acción "Identidad Desconocida" (The Bourne Identity), de los años 2002, 2004, 2007 y 2016 protagonizadas por el actor Matt Damon, en el papel de Jason Bourne.
3. Repo Men, del año 2010, protagonizada por Jude Law.
4. La saga de películas "búsqueda implacable" Taken (película), del año 2008; Taken 2 del año 2012, y Taken 3 del año 2015 protagonizadas por el actor Liam Neeson.
5. The Book of Eli / El libro de Eli del año 2010, protagonizada por Denzel Washington.
7. The Man from Nowhere, película coreana del año 2010.
8. Wrong Side of Town, película del año 2010, protagonizada por Dave Bautista.
9. Hanna (película) del año 2011, protagonizada por Eric Bana y Saoirse Ronan.
10. I, Frankenstein del año 2014, protagonizada por Aaron Eckhart. Yo, Frankenstein y la Eskrima
11. The Equalizer (película) del año 2014, protagonizada por Denzel Washington.

## La Eskrima en el cómic
El personaje de DC Comics "Nightwing", o el primer "Robin", llamado Dick Grayson, personaje habitual de los cómics de Batman, utiliza como armas ofensivas dos bastones "olisi" de Eskrima electrificados.
El personaje de Marvel Comics, Daredevil "El hombre sin miedo", también usa un sistema de combate basado en el uso de dos bastones cortos o Ni-Tambō aunque de marcada influencia japonesa, al estar basado en el arte del ninjutsu en el cómic. Sin embargo tanto la serie televisiva, como en las películas se puede ver la influencia de la "Eskrima" filipina en varias de las coreografías.
El personaje de DC Comics, Flecha Verde (Green Arrow), en la serie televisiva "Arrow", ver: Anexo:Segunda temporada de Arrow, ilustra varias instancias donde usa la Eskrima como parte de su entrenamiento.